# Clusieae
Clusieae, tribus grmova i drveća iz porodice kluzijevki. Postoji pet rodova čije su vrste rasprostranjene po po Srednjoj i Južnoj Americi.

## Opis (sažetak istraživanja iz 2019.)
“Clusieae je isključivo neotropsko pleme iz porodice Clusiaceae sensu stricto. Iako su plemena unutar Clusiaceae morfološki i filogenetski dobro razgraničena, razlučivanje među rodovima unutar tih plemena ostaje nedostižno. Pleme Clusieae uključuje oko 500 vrsta raspoređenih u pet rodova: Chrysochlamys, Clusia, Dystovomita, Tovomita i Tovomitopsis. U ovoj smo studiji upotrijebili gotovo potpune plastidne genome iz 30 primjera Clusieae vrsta koje predstavljaju sve prepoznate rodove, plus dvije vanjske skupine kako bismo zaključili o filogeniji plemena koristeći maksimalnu vjerojatnost i Bayesov zaključak. Za usporedbu, također smo zaključili filogeniju iz nuklearnog internog transkribiranog razmaknika (ITS) koristeći iste metode. Naša studija potvrđuje ranije nalaze da je Clusia monofiletična, dok Tovomita nije. Također pruža dodatnu potporu hipotezi da Chrysochlamys i Tovomitopsis nisu blisko povezani unatoč velikoj morfološkoj sličnosti. Tovomita je podijeljena u tri daleko srodna kladusa: (i) središnji Tovomita (uključujući tip T. guianensis), (ii) T. croatii i (iii) kompleks vrsta T. weddelliana. Članovi kompleksa T. weddelliana izolirani su iz jezgre Tovomita i smješteni u kladus s dobrom podlogom koja je sestrinska kladusu sastavljenom od Chrysochlamys plus Clusia. Tovomita croatii se ugnijezdila unutar Chrysochlamysa. Predlažemo taksonomske revizije kako bi se prilagodile našim filogenetskim nalazima, uključujući opis novog roda Arawakia, koji uključuje 18 vrsta ranije prepoznatih u kompleksu vrsta T. weddelliana. Lektotipovi su također određeni za devet vrsta (tj. Arawakia angustata, A. lanceolata, A. lingulata, A. longicuneata, A. macrocarpa, A. oblanceolata, A. pithecobia, A. rhizophoroides i A. weddelliana) i taksonomski predstavljen je ključ za identifikaciju šest prepoznatih rodova Clusieae.”

## Rodovi
1. Chrysochlamys Poepp.
2. Clusia Plum. ex L.
3. Dystovomita (Engl.) D'Arcy
4. Tovomita Aubl.
5. Tovomitopsis Planch. & Triana